# Ferșampenuazul Mare, Bolgrad
Ferșampenuazul Mare (în ucraineană Садове, transliterat: Sadove, în germană Neu Elft) este un sat în comuna Toplița din raionul Bolgrad, regiunea Odesa, Ucraina. Satul a fost locuit de germanii basarabeni.

## Demografie
Componența lingvistică a localității Sadove
     Rusă (47,25%)
     Bulgară (18,82%)
     Ucraineană (18,14%)
     Română (5,39%)
Conform recensământului din 2001, nu exista o limbă vorbită de majoritatea populației, aceasta fiind compusă din vorbitori de rusă (47,25%), bulgară (18,82%), ucraineană (18,14%), găgăuză (10,39%) și română (5,39%).